# El beso del asesino
El beso del asesino (título original: Killer's Kiss) es una película estadounidense de 1955 dirigida por Stanley Kubrick, siendo esta su segunda película. Narra la historia de dos hombres que luchan por la misma mujer.

## Argumento
La película nos cuenta que Davey (Jamie Smith), un boxeador neoyorquino acabado, se mete en problemas cuando protege a su vecina Gloria (Irene Kane), una taxi dancer, de Rapallo (Frank Silvera), su jefe mafioso. Gloria es una muchacha muy dulce y refinada pero también una mujer sarcástica y fría. Gloria actúa indistintamente siguiendo estos dos rasgos de personalidad opuestos, en un modo que hace que su carácter sea imprevisible y voluble.
Rapallo va al apartamento de Gloria y la ataca pero Davey lo hace huir. A la mañana siguiente Gloria habla con Davey de sí misma. Eventos catastróficos ocurridos en su familia la impulsan a trabajar en el depravado salón de baile. Allí, parece ser víctima de los abusos de Rapallo, quien parece ser también su amante. La relación de Gloria con Rapallo crece en ambigüedad a medida que la historia progresa. Todo lo concerniente a Gloria y su vida es equívoco y ambiguo y ambos hombres, Davey y Rapallo, sucumben al hechizo del enigma de Gloria. Los dos hombres se convierten en enemigos porque ambos desean a Gloria. Ella muestra su misteriosa naturaleza cuando es raptada por Rapallo. Gloria se alegra de que Davey haya venido a rescatarla, sin embargo, cuando ve que es engañado y puesto fuera de
juego por los matones de Rapallo, la muchacha besa apasionadamente a Rapallo y le asegura que hará todo lo que él diga. Rapallo le propone viajar juntos a Europa, establecerse allí y tener un par de hijos. Ella responde ‘por supuesto’. Gloria parece tan convincentemente sincera que Davey y Rapallo (y también los espectadores) se interrogan acerca de sus verdaderas intenciones. Davey escapa pero tras una persecución a través de varias azoteas Rapallo le da alcance en una fábrica de maniquís. Los dos hombres se enzarzan en una pelea grotesca a vida o muerte usando como armas piernas y brazos de maniquís femeninos. 
La escena indica veladamente que en el amor de ambos hombres por Gloria existe un fuerte componente libidinal y agresivo.
La historia concluye con un indefinido final feliz cuando Davey y Gloria se reúnen para abandonar la ciudad juntos.

## Reparto
- Jamie Smith - Davey Gordon
- Irene Kane - Gloria Price
- Frank Silvera - Vincent Rapallo
- Jerry Jarret - Albert
- Mike Dana - Gánster
- Felice Orlandi - Gánster
- Skippy Adelman - Dueño de la fábrica de maniquíes
- David Vaughan - Conventioneer
- Alec Rubin - Conventioneer
- Ralph Roberts - Gánster
- Phil Stevenson - Gánster
- Ruth Sobotka - Iris/bailarina

## Producción
Con un presupuesto muy modesto, financiado en gran parte por parientes y rodado en las calles de Nueva York, Stanley Kubrick realizó con apenas 27 años un interesante film noir cuyos resultados van más allá del mero ejercicio de estilo. Aunque no era su primer largometraje, El beso del asesino puede considerarse su "debut oficial", pues muy descontento con el resultado, él mismo se encargó de hacer desaparecer las copias de Fear and Desire, película bélica que había dirigido dos años antes.
A pesar de su brevedad, en este film se apuntan ya algunas de las características de su genio, como deja de manifiesto su amigo Michael Herr en su obra Kubrick:

En diez segundos podemos darnos cuenta de lo fascinado que estaba con el medio, de lo increíblemente hábil que era, llenando cada escena de ideas, ambición, y la consabida mezcla de exactitud clínica y continua irrealidad que constituía su firma.